# Rabiya Mateo
Rabiya Mateo y Occeña (Iloílo; 14 de noviembre de 1996) es una modelo y reina de belleza ganadora de Miss Universo Filipinas 2020.

## Biografía
Mateo nació como pareja de hecho de un padre indio americano y una madre filipina que más tarde se separaron. Según Mateo, creció en la pobreza. Asistió al Iloilo Doctors' College como Licenciada en Ciencias en Fisioterapia y se graduó cum laude. A partir de 2020, Mateo trabajaba en SRG Manila Review Center como conferencista y coordinador de revisión.

## Concursos de belleza

### Miss Universo Filipinas 2020
Mateo representó a Ciudad de Iloílo en el certamen Miss Universo Filipinas 2020 después de ganar Miss Iloilo Universe 2020 en el West Visayas State University Cultural Center.
Al final del evento, Mateo fue coronado por la saliente Miss Universo Filipinas, Gazini Won como Miss Universo Filipinas 2020 junto con el premio Best in Swimsuit.